# Богданов Петро Олексійович
Петро Олексійович Богданов (нар. 1 червня 1882, місто Москва, тепер Російська Федерація — розстріляний 15 березня 1938, місто Москва, тепер Російська Федерація) — радянський діяч, голова Вищої ради народного господарства (ВРНГ) РРФСР, голова виконавчого комітету Північно-Кавказької крайової ради. Член ВЦВК і ЦВК СРСР. Член Центральної ревізійної комісії ВКП(б) у 1927—1930 роках.

## Життєпис
Народився в родині московського купця другої гільдії, власника кількох гастрономічних магазинів і дохідних будинків Олексія Петровича Богданова. У 1899 році із золотою медаллю закінчив Олександрівське комерційне училище. З 1899 року навчався в Московському вищому технічному училищі.
Брав активну участь у студентському русі. З 1900 року — член виконавчого комітету студентських земляцтв, був скарбником студентської каси, зберігав удома гектограф, на якому друкувалися революційні прокламації. У лютому 1901 року заарештований, засуджений до шести місяців тюремного ув'язнення у Вишньоволоцькій в'язниці.
Повернувшись у Московське технічне училище, продовжив революційну діяльність у Сокольницькому районі Москви. З 1905 року — член Союзної ради московських вищих навчальних закладів. У серпні 1905 року брав участь у нелегальному Всеросійському з'їзді студентських організацій в Фінляндії.
Член РСДРП(б) з липня 1905 року.
У вересні 1905 року призваний на військову службу, служив кондуктором (унтер-офіцером) У Воронезькій інженерній дистанції (військовому підрозділі на залізничному транспорті). Одночасно продовжував революційну роботу, був членом Воронезького комітету РСДРП, очолював його військову організацію.
У 1906—1908 роках працював у Московській військовій організації, був членом Московського комітету РСДРП, керував соціал-демократичними студентськими організаціями Москви.
У 1909 році закінчив Імператорське Московське вище технічне училище, інженер-механік.
З 1909 року працював в інженерній дільниці відділу благоустрою міського самоуправління Москви. Керував роботами із укладання в труби приток річок Яузи і Неглинної, брав участь в будівництві цегельного арочного моста через Яузу.
З 1910 року — завідувач Московської міської газової мережі. Провів її реорганізацію, орієнтуючись на передовий технічний досвід. Автор роботи «Деякі дані про пошкодження труб Московської міської газової мережі і дані про застосування сталевих розтрубних труб». Продовжував брати участь у діяльності РСДРП, з лютого по березень 1911 року перебував під арештом.
З початком Першої світової війни, наприкінці 1914 року призваний в російську армію. Деякий час служив перекладачем у Московському військовому госпіталі для військовополонених. Подав рапорт про направлення на фронт, і з лютого 1915 року служив у 2-му Сибірському залізничному батальйоні під Перемишлем. У жовтні 1915 року став прапорщиком. Займався відновленням мостів, у 1916 році відряджений до Москви, де прочитав в Політехнічному товаристві доповідь на тему: «Проблеми відновлення зруйнованих мостів (з досвіду робіт 1915—1916 рр.)».
З червня 1916 року — помічник начальника матеріальної частини Третього корінного парку польових кінних залізниць Західного фронту в Гомелі, у 1917 році — помічник начальника майстерні цього парку.
Після Лютневої революції 1917 року поновив активну політичну діяльність. Був обраний головою військової секції Гомельської ради, членом президії виконавчого комітету ради, головою Гомельської міської думи і головою Комітету революційної охорони. Під час виступу генерала Лавра Корнілова в серпні 1917 року організував перекриття сполучення між Ставкою в Могильові і Доном. Підтримав прихід до влади більшовиків, в листопаді 1917 року став головою Гомельського революційного комітету. Після розпуску міської думи і ревкому працював у профспілках міста Гомеля. Весною 1918 року був висланий німецькими окупаційними військами на територію РРФСР.
З липня 1918 року — уповноважений Вищої ради народного господарства (ВРНГ) РРФСР із націоналізації хімічної промисловості Уралу і Півночі, член правління Волго-Камського хімічного об'єднання. У 1918—1921 роках — член колегії відділу хімічної промисловості ВРНГ. З 1919 року — член правління націоналізованих цементних заводів.
У 1919—1925 роках — голова Ради (Головного управління) військової промисловості ВРНГ РРФСР. У 1919 був головою конкурсної комісії, яка розглядала проєкти першого радянського танка і двигуна для нього. У 1920—1925 роках — голова колегії Відділу металу (Головного управління металічної промисловості) ВРНГ РРФСР (за сумісництвом).
26 травня 1921 — 9 травня 1923 року — голова Вищої ради народного господарства (ВРНГ) РРФСР. 7 липня 1923 — 18 січня 1926 року — голова Вищої ради народного господарства (ВРНГ) РРФСР. Курирував перші великі радянські будівництва —  спорудження Каширської і Волховської електростанцій. Був одним з активних провідників Нової економічної політики (НЕПу).
У 1925—1929 роках — голова виконавчого комітету Північно-Кавказької крайової ради. Був одним з ініціаторів будівництва заводу «Ростсільмаш».
У 1930—1934 роках — голова правління акціонерного товариства «Амторг» (Американської торгової організації). Встановив зв'язки з діловими колами США, читав лекції, вивчав американський управлінський досвід. Діяльність Богданова сприяла встановленню дипломатичних відносин між СРСР і США в 1933 року.
У 1935 — листопаді 1937 року — 1-й заступник народного комісара місцевої промисловості РРФСР.
22 листопада 1937 року заарештований органами НКВС. Засуджений Воєнною колегією Верховного суду СРСР 15 березня 1938 року до страти, розстріляний того ж дня. Похований на полігоні «Комунарка» біля Москви.
31 березня 1956 року реабілітований, посмертно поновлений у партії.